# Bomarea bracteolata
Bomarea bracteolata är en alströmeriaväxtart som beskrevs av Roy Emile Gereau. Bomarea bracteolata ingår i släktet Bomarea och familjen alströmeriaväxter.
Artens utbredningsområde är Panamá. Inga underarter finns listade i Catalogue of Life.